# ストロガニナ

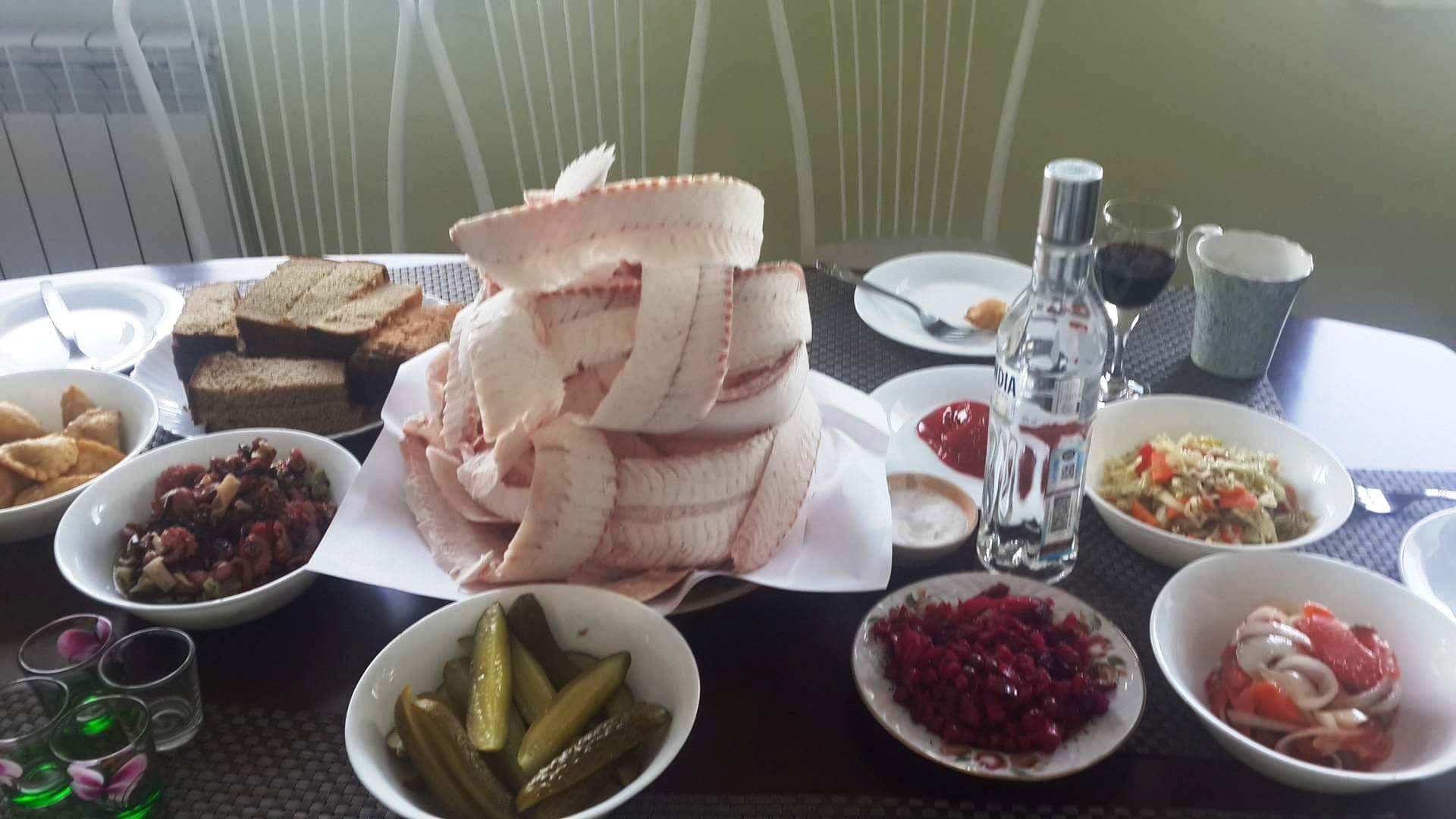
食卓に並ぶストロガニナ

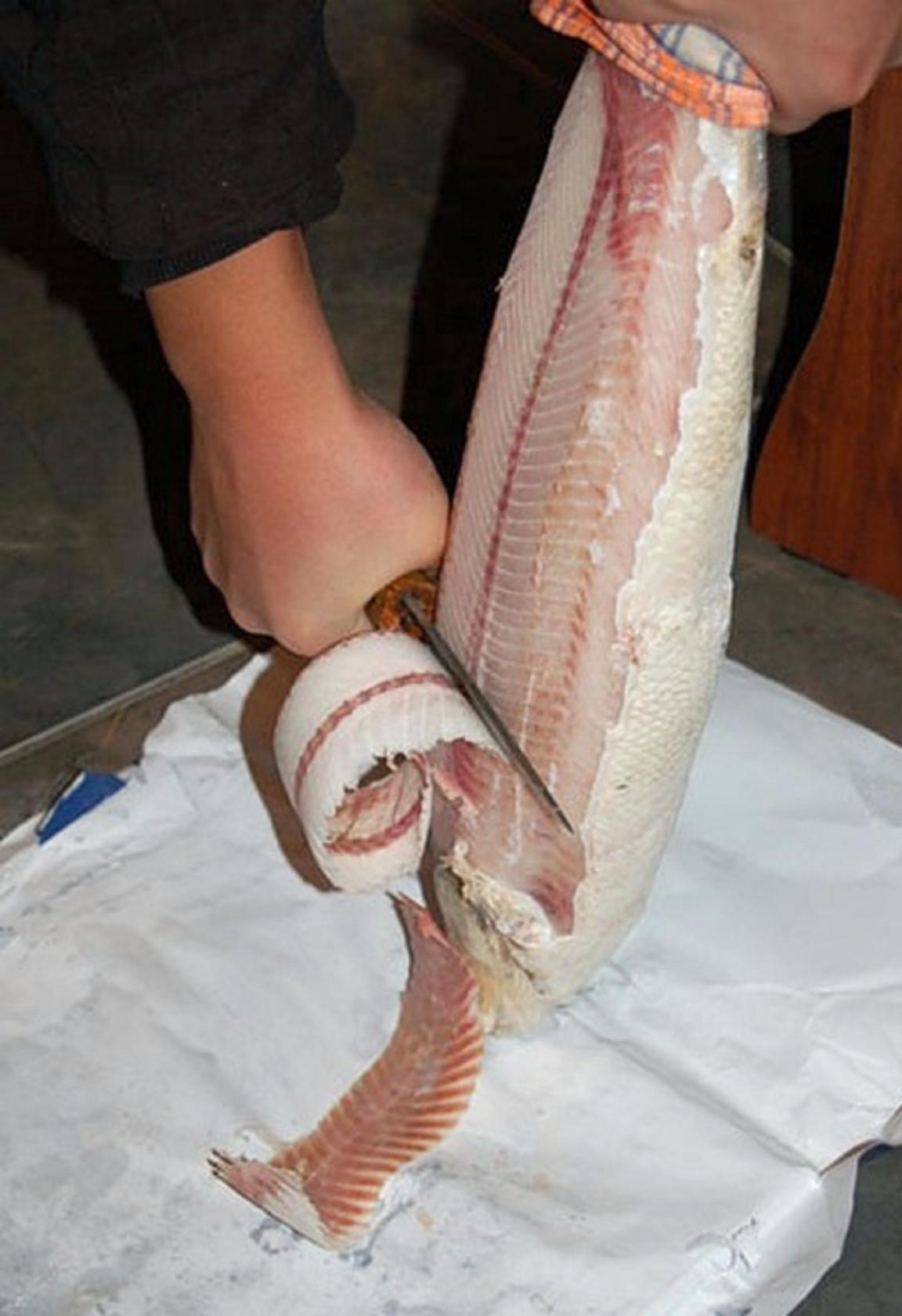
ヤクート・ナイフでストロガニナを削り出す様子。

ストロガニナ（露: строганина、「削ったもの」の意味）は、北部シベリア先住民料理のひとつで、生の魚を凍らせ、薄く、長く削り出したものである。バイカル湖沿岸ではraskolotkaとも呼ばれる 。伝統的なストロガニナは、北極海域で採れるネルマ、ムクスン、チル、オームリといったサケ類コレゴヌス亜科の魚を用いて作られる。また、稀ではあるがチョウザメ科の魚が用いられることもある。シベリア先住民における一般的料理であり、ヤクート料理、エスキモー料理、コミ料理、ヤマル料理などに見られる。しばしばウォッカとともに供される。

## 原料と製法
ストロガニナは、凍らせた魚から作られる。ストロガニナに使われる魚は、晩秋に穴釣りで捕獲したもので、魚肉に氷の結晶ができるのを防ぐため、新鮮なうちに凍らせる。凍らせた魚に氷点近い温度の水をかけることで、脱水を防ぎ、魚肉を冷凍状態のまま保存することができる。魚は通常、体を曲げずにまっすぐに凍らせる。
魚を凍らせた後は、背中と腹部の皮を尾から頭にかけて切り取り、魚肉に縦の切り込みを入れる。硬い面に頭を下にして魚を置き、皮を剥いだのち、鋭利なナイフを使って、ストロガニナを体に沿って薄く削り出す。ヤクート・ナイフの形状は、切り身をカールさせることで、ストロガニナを長く切り出すことに適している。凍ったままの状態をできるだけ長く保つために、ストロガニナは非金属製の凍った皿や、氷で冷やしたボウルに入れて供される。塩と黒胡椒で味付けをし、凍ったままの状態で手で食べるのが一般的である。ストロガニナは、キャビアのように、ウォッカと一緒に食べることも多い。

## 種類
この料理の派生として、凍った乳とストロガニナから作るmolochnaya stroganinaがある。また、トナカイの肉で作った同様の料理もストロガニナと呼ばれる。

## 大衆文化におけるストロガニナ
モスクワにはストロガニナ専門店である「Stroganina bar」が存在する。ヤクーツクでは、地域の特産品であるストロガニナを記念する祭りが開催される。